# Trey Wade
Trey Wade (Marietta (Georgia), 28 de julio de 1998) es un baloncestista estadounidense que actualmente juega en el Asseco Gdynia de la Polska Liga Koszykówki. Con 1,98 metros de estatura, juega en la posición de alero.

## Trayectoria deportiva
Es un alero formado en South Cobb High School de su Austell (Georgia), antes de ingresar en 2017 en la Universidad de Texas-El Paso en El Paso, Texas, donde jugaría durante la temporada 2017-18 la NCAA con los UTEP Miners.
En 2018, cambia de universidad e ingresa en el South Plains College de Levelland (Texas), donde jugaría durante la temporada 2018-19.
En 2019, ingresa en la Universidad Estatal de Wichita, situada en Wichita, Kansas, donde jugaría durante dos temporadas la NCAA con los Wichita State Shockers, desde 2019 a 2021.
En la temporada 2021-22, vuelve a cambiar de universidad e ingresa en la Universidad de Arkansas, donde disputa la NCAA con los Arkansas Razorbacks.
El 1 de agosto de 2022, firma por el Asseco Gdynia de la Polska Liga Koszykówki.